# Sant Vicenç de les Corts
Sant Vicenç de les Corts és una església del municipi de l'Escala (Alt Empordà),inclosa en l'Inventari del Patrimoni Arquitectònic de Catalunya.

## Descripció
Situada a l'oest del nucli antic de la població de l'Escala, a uns 200metres a llevant del veïnat de les Corts, a tocar la riba dreta del Rec del Molí o Ter Vell, molt prop del molí d'en Dou.
Es tracta de les restes conservades de l'antiga església de Sant Vicenç, envoltades d'abundant vegetació. En concret, es manté dempeus la meitat nord de l'absis i, gràcies als treballs d'excavació, el traçat del mur lateral nord de la nau i una petita part de la necròpolis que l'acompanyava. Tota la part sud de l'edifici, tant de la nau com de la capçalera, es troben sota el terraplè que forma el marge artificial del Rec del Molí. El mur de la nau es manté en un tram d'un metre de llargada per uns dos metres d'alçada, prop de l'angle de la capçalera. La resta de l'estructura conserva poques filades de pedres. Està bastit amb pedres petites quadrangulars, ben escairades, disposades formant filades regulars. L'àbsis, de planta semicircular, manté l'alçat original. Al centre es pot veure un dels muntants, i l'arrencada de l'arc, d'una finestra. L'arc posseeix una marcada banqueta. Per la part nord s'adossa exteriorment a un mur posterior. L'aparell és de petites pedres bastament escairades, de forma rectangular, que formen filades seguides. Estan travades amb argamassa i s'hi veuen pel mig nombrosos trossos de terrissa romana. A la part alta, fragments de tègules col·locades horitzontalment, formen una filada que ressegueix tota la part conservada de l'absis. Les excavacions dutes a terme a l'interior de la nau han posat al descobert un paviment en opus testaceum, sota el qual hi aparegueren dues sepultures. De fet, la necròpolis va aparèixer a la part septentrional del temple.

## Història
Sant Vicenç era una església d'una nau i absis semicircular, del període romànic (segles X-XI) i sembla que havia tingut transsepte.
A la part septentrional de l'església hi ha la necròpolis. En les excavacions aparegueren nombrosos enterraments. La major part són de lloses clavades amb coberta de pedra arenosa o de pissarra. També n'hi ha de pedres i argamassa. Dins l'habitació situada al nord de l'absis hi ha dos sepulcres de caixa, de pedra arenosa, rectangulars, amb cobertes de doble vessant. Les cobertes tenen tres prominents ressalts a cada banda, un a cada extrem i un al centre. Són idèntics als que aparegueren a l'entorn de la basílica de la Neàpolis.
Els treballs arqueològics també documentaren reformes, amb un enrajolat del s. XVI. Aquestes troballes demostren que pervisqué, potser només com a necròpoli, fins a èpoques molt avançades.